# Həftəsov
Həftəsov è un comune dell'Azerbaigian situato nel distretto di İsmayıllı.